# Station Arkel
Station Arkel is het station van het Nederlandse dorp Arkel in de gemeente Molenlanden. Het station ligt aan de MerwedeLingelijn, een deel van de Betuwelijn. Het station werd geopend op 1 december 1883. Aanvankelijk zou het station Schotdeuren gaan heten, genoemd naar de plek waar een sluis de Vliet verbond met het Zederikkanaal. Nog voor de opening werd de naam gewijzigd in Arkel. Oorspronkelijk waren er twee sporen, in de jaren 80 van de 20e eeuw is dit teruggebracht tot een enkel spoor.
Sinds 1993 is een marketingbureau in het voormalige stationsgebouw gevestigd. Sinds 10 december 2006 is de exploitatie van deze spoorlijn, door de provincie Zuid-Holland aangeduid als MerwedeLingelijn. Na twee jaar van verbouwen werd in december 2018 het station weer heropend. Een van de meest ingrijpende veranderingen is de aanleg van een keerlus voor het wegverkeer bij het station.

## Bediening

### Treinen
Het station wordt in de dienstregeling 2025 door de volgende treinserie bediend:
| Serie | Treinsoort        | Route                                        | Bijzonderheden                    |
| ----- | ----------------- | -------------------------------------------- | --------------------------------- |
| 7200  | Stoptrein (Qbuzz) | Dordrecht – Gorinchem – Arkel – Geldermalsen | Rijdt onder de formule van R-net. |

### Bussen
Alle bussen worden gereden door Qbuzz.
| Lijn | Route                        | Soort bus  |
| ---- | ---------------------------- | ---------- |
| 80   | Gorinchem - Arkel - Meerkerk | streekBuzz |
| 704  | Arkel - Leerdam              | buurtBuzz  |
| 705  | Arkel - Gorinchem            | buurtBuzz  |

## Foto's

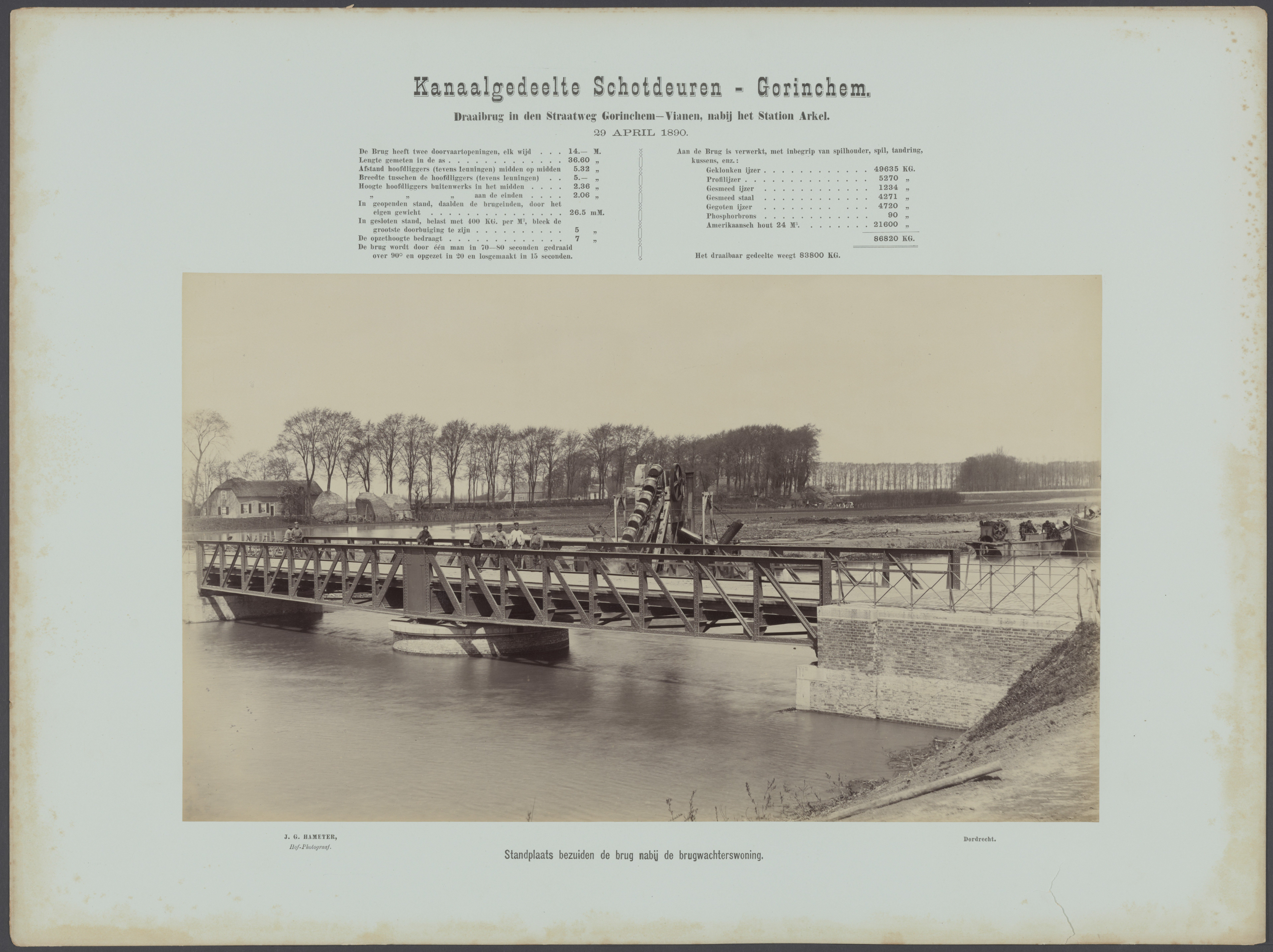
Draaibrug (schotdeuren) in de straatweg Gorinchem-Vianen vlak bij station Arkel
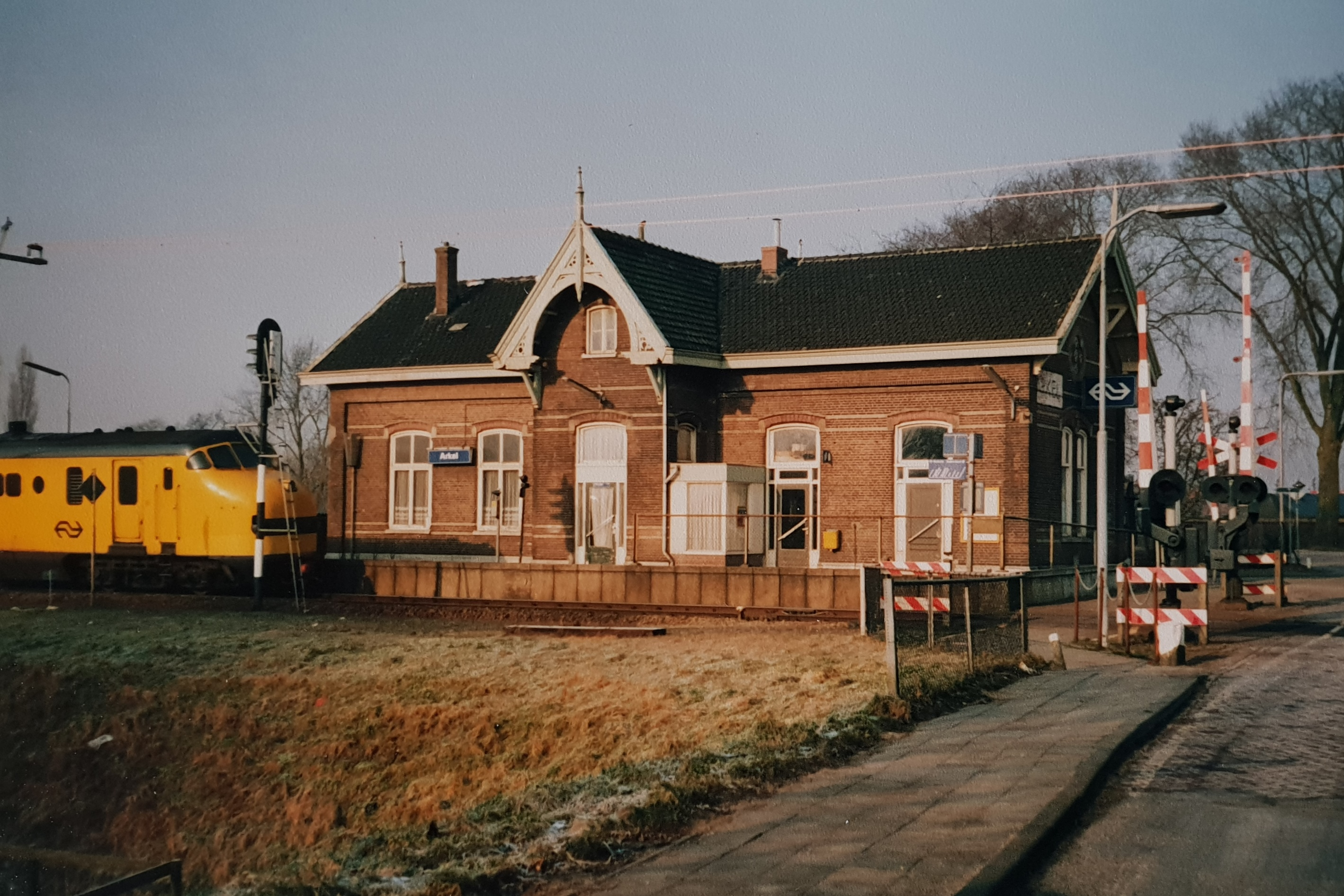
Station Arkel met treinstel Plan U in 1991
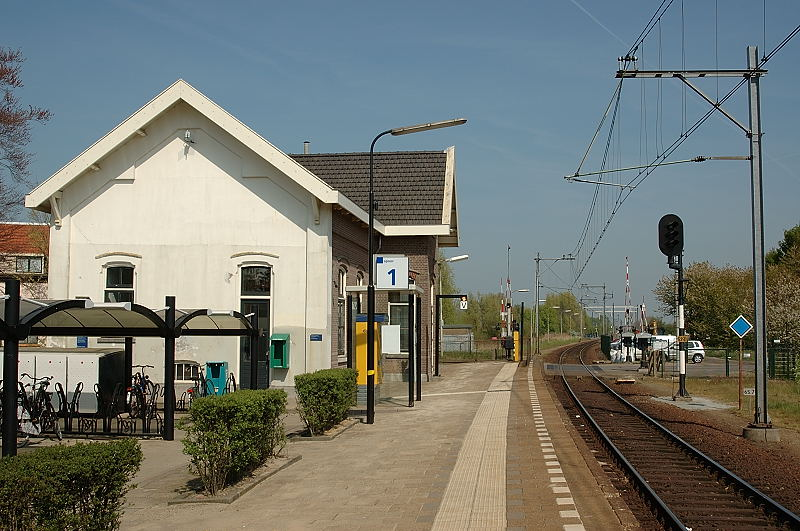
Station Arkel in 2007
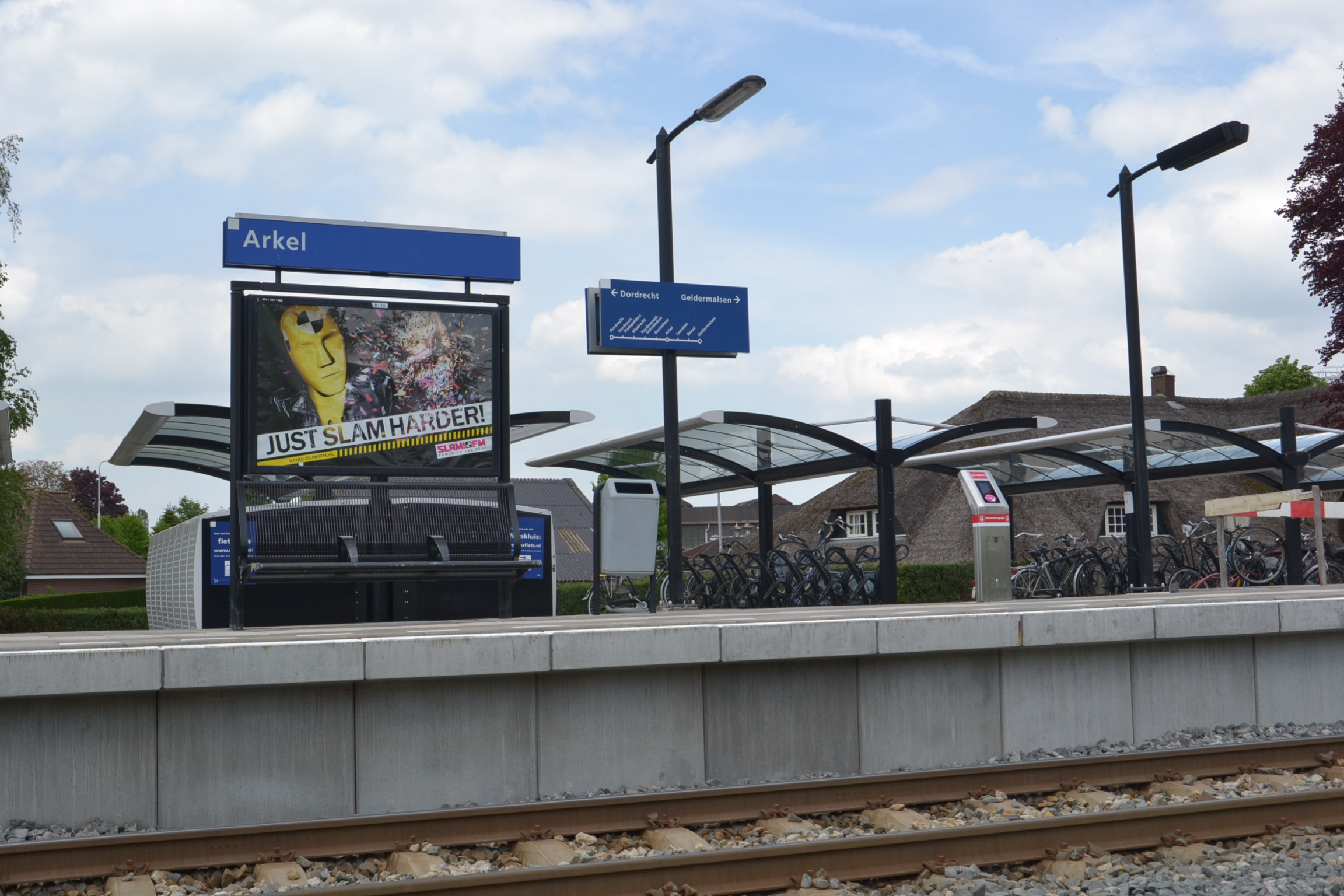
De stationsaanduiding
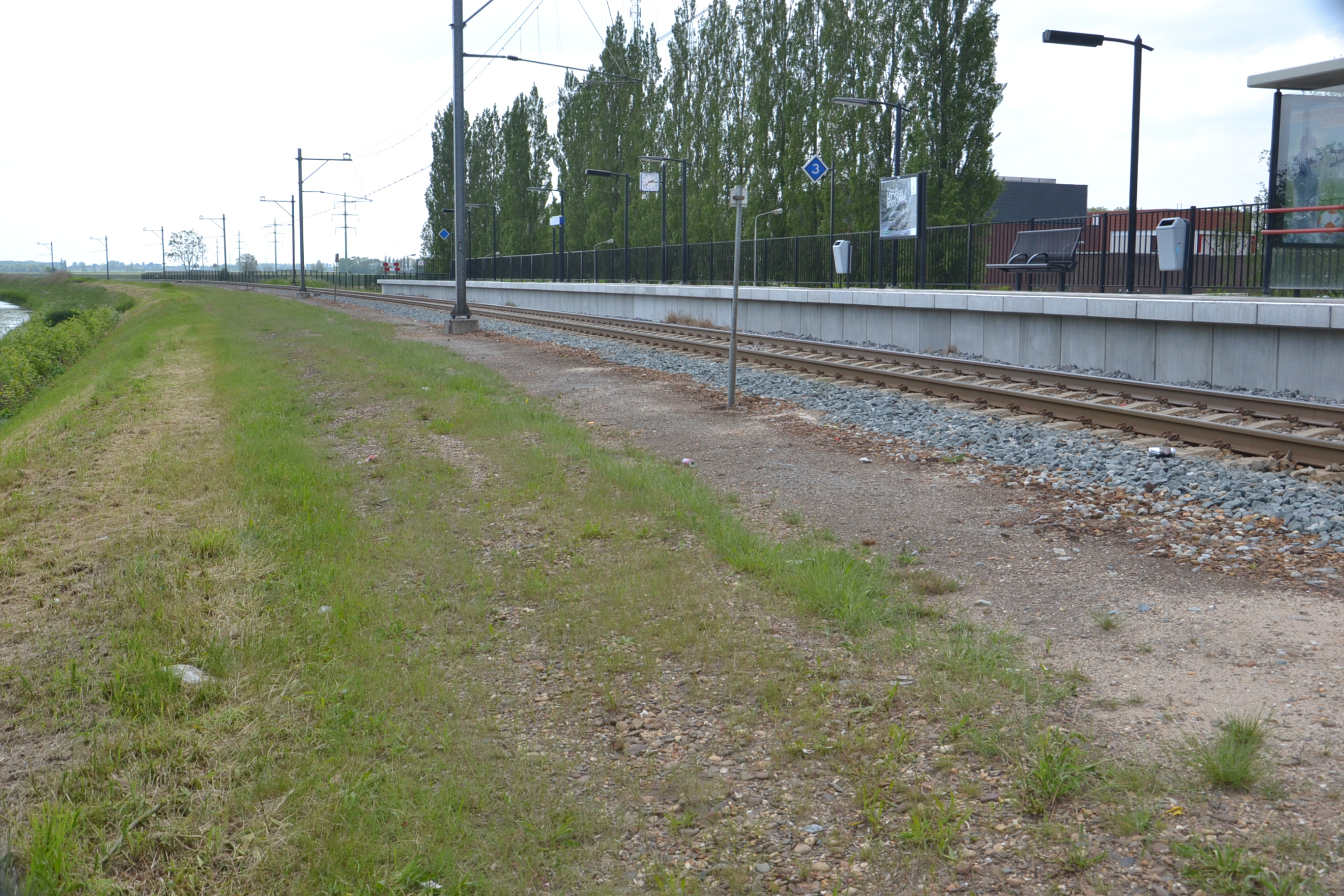
Restant van het dubbelspoor
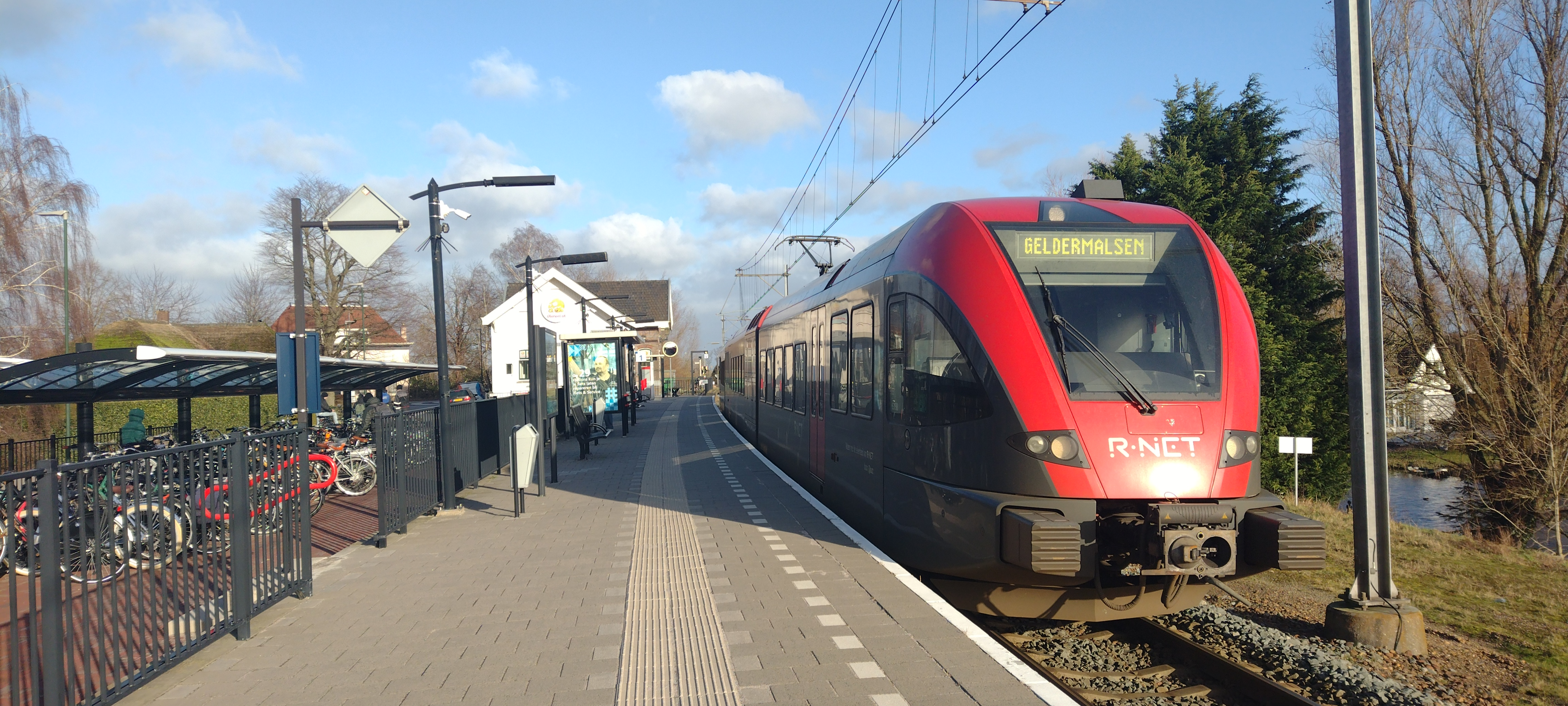
GTW van R-NET op het station
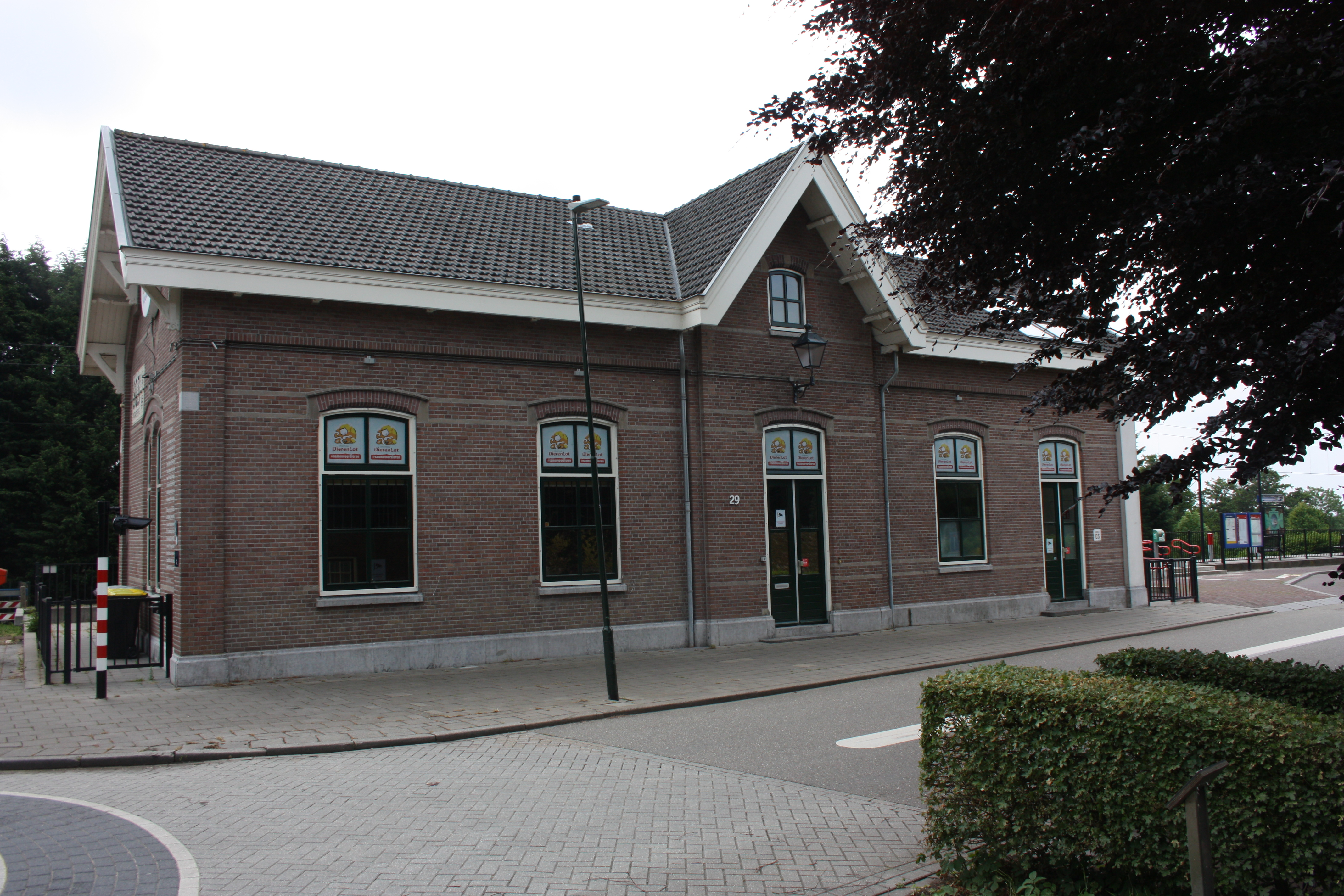
Het stationsgebouw

0: Elst ·
1: Vork ·
6: Valburg ·
11: Zetten-Andelst ·
15: Hemmen-Dodewaard ·
17: Opheusden ·
21: Kesteren ·
25: Schaapsteeg ·
27: Echteld ·
33: Tiel ·
35: Tiel Passewaaij ·
37: Wadenoijen ·
41: Utrechtsche Straatweg ·
45: Geldermalsen ·
51: Beesd ·
55: Rhenoy ·
58: Leerdam ·
66: Arkel ·
Gorinchem Noord ·
71: Gorinchem ·
73: Schelluinen ·
75: Giessen-Nieuwkerk ·
77: Boven Hardinxveld ·
78: Hardinxveld-Giessendam (1885) ·
79: Hardinxveld-Giessendam (1957) ·
80: Gasfabriek ·
Hardinxveld Blauwe Zoom ·
84: Sliedrecht ·
86: (Sliedrecht) Baanhoek ·
87: Sliedrecht Baanhoek ·
90: 't Visschertje ·
91: Dordrecht Stadspolders ·
94: Dordrecht
Alphen a/d Rijn ·
Arkel · 
Barendrecht · 
Bodegraven · 
Boskoop · 
-Snijdelwijk · 
Boven Hardinxveld · 
Capelle Schollevaar · 
De Vink · 
Delft · 
-Campus · 
Den Haag:
-Centraal · 
-HS ·
-Laan van NOI · 
-Mariahoeve · 
-Moerwijk · 
-Ypenburg · 
Dordrecht · 
-Stadspolders ·
-Zuid ·
Gorinchem · 
Gouda · 
-Goverwelle · 
Hardinxveld:
-Blauwe Zoom · 
-Giessendam · 
Hillegom · 
Lansingerland-Zoetermeer · 
Leiden:
-Centraal · 
-Lammenschans · 
Nieuwerkerk a/d IJssel · 
Rijswijk · 
Rotterdam:
-Alexander · 
-Blaak · 
-Centraal · 
-Lombardijen · 
-Noord · 
-Stadion · 
-Zuid · 
Sassenheim · 
Schiedam Centrum · 
Sliedrecht · 
-Baanhoek · 
Voorburg · 
Voorhout · 
Voorschoten ·
Waddinxveen · 
-Noord ·
-Triangel ·
Zoetermeer · 
-Oost · 
Zwijndrecht
Geplande stations:
Gorinchem Noord · Hazerswoude-Koudekerk · Schiedam Kethel
Voormalige stations: zie de lijst van voormalige spoorwegstations in Zuid-Holland